# Özbeg
Pour Usbek, le personnage imaginé par Montesquieu, voir Lettres persanes.
Giyasuddin Muhammad Ouzbek Khan (turc/Kypchak et persan : غیاث الدین محمد اوزبیک خان, Ğiyāsuddin Muḥammad Özbäk Khān), mieux connu sous le nom d'Ouzbeg, Ouzbek ou Özbeg (1282-1341), fut le khan qui régna le plus longtemps sur la Horde d'Or (de 1313 à 1341), sous le règne duquel l'État a atteint son apogée. Son fils Tini Beg lui succéda. Il était le fils de Toqtaï et le petit-fils de Mengü-Temür, qui fut khan de la Horde d'Or de 1267 à 1280.

## Biographie
Le père d'Öz Beg, Togrilcha, était l'un des princes Gengiskhanides qui renversèrent Tode-Mengu (r. 1280-1287). Plus tard, il fut exécuté par son frère Toqtaï (1291-1312). Toqtaï prit pour épouse la veuve de Togrilcha et envoya son fils Öz Beg en exil dans une région lointaine de la Horde d'Or : soit le Khorazm, soit le pays des Circassiens.
Converti à l'islam par Ibn Abdul Hamid, un sayyid soufi sunnite de Boukharan et cheikh de l'ordre Yasavi, Öz Beg accède au trône à la mort de son oncle Toqtaï en janvier 1313 avec l'aide de l'ancien vizir des Khans Temür Qutlugh et de Bulaghan (ou Bayalun) khatun. Sa conversion est également mentionnée dans les chroniques russes, mais sans aucune information détaillée; une chronique note que le khan Toqta est mort en 6821 (1313) et que le nouveau khan Öz Beg a pris le trône et « est devenu musulman » (obesermenilsia).
Il applique la tolérance religieuse habituelle chez les Mongols et favorise le développement du soufisme. Sa sœur Kontchaka, baptisée sous le nom d'Agafia, épouse en 1317 le prince russe Iouri III de Moscou. Il fonde en 1314 la Mosquée Ozbek dans sa capitale de Staryï Krym.
Le peuple de la dynastie parente des Chaybanides adopte son nom et est ainsi connu sous le nom d'Ouzbeks.

## Règne

### Militaire et politique
Öz Beg possédait l'une des plus grandes armées du monde, forte de plus de 300 000 guerriers. Il utilisa sa puissance militaire pour mener des campagnes contre l'Ilkhanat en Azerbaïdjan en 1319, 1325 et 1335. Le commandant ilkhanide Chupan repoussa l'une de ses deux premières tentatives et envahit même les profondeurs de l'Ulus Jochid en 1325. Öz Beg trouva un allié contre les Ilkhanides en Égypte mamelouke ; d'ailleurs, l'une des places du Caire portait son nom. Le khan avait marié la fille de sa sœur précédente, la princesse Tulunbuya, à un sultan mamelouk, mais elle mourut quelques années plus tard. Le khan ordonna à ses marchands de prêter 27 000 dinars à l'ambassadeur mamelouk afin de financer le festin de la mariée à Saraï. Peu après, Öz Beg fut déçu par le divorce du sultan mamelouk avec Tulunbuya et par son indécision concernant l'invasion conjointe de l'Ilkhanat. En 1323, un traité de paix fut signé entre l'Égypte et l'Ilkhanat. Cette situation annula l'alliance et les Mamelouks refusèrent d'envahir l'Ilkhanat. L'incursion suivante d'Öz Beg coïncida avec la mort d'Abou-Saïd. Cependant, le mauvais temps se gâta et le nouvel Ilkhan, Arpa Ka’on, arriva avec une force importante ; l'armée d'Öz Beg fut contrainte de se retirer.
Avant et pendant la guerre entre Esen Bouqa et Ayurbarwada Buyanthu khan, Esen Bouqa Ier, le khan de Djagataï, tenta d'obtenir le soutien d'Öz Beg Khan contre Ayurbarwada Buyantu Khan, le Grand Khan de l'Empire mongol et empereur de la dynastie Yuan, en 1313 et 1316. Esen Buqa avertit Öz Beg que le Grand Khan le renverserait du trône de la Horde et installerait à sa place un autre Khan issu des Jochides. Cependant, le vizir d'Öz Beg le convainquit de ne pas y croire et le Khan refusa d'aider Esen Buqa. Néanmoins, se souvenant de leur soutien au prétendant rival à son trône, Öz Beg fit de son mieux pour éliminer toute influence et inspiration de la dynastie Yuan sur la Horde d'Or au début de son règne. Les relations diplomatiques du Khan avec les Yuan s'améliorèrent cependant en 1324. Ayurbarwada Buyantu Khan lui a accordé les droits « de jure » de gouverner la Horde d'Or (Ulus de Jochi dans les sources Yuan). Dans les années 1330, Öz Beg avait commencé à verser un tribut aux empereurs mongols Yuan et recevait en échange sa part des possessions jochides en Chine et en Mongolie.
Öz Beg fut engagé dans des guerres contre la Bulgarie et l'Empire byzantin de 1320 à 1332. Il effectua de nombreux raids en Thrace, notamment au service du tsar Michel Chichman de Bulgarie, lors de la guerre contre Byzance et la Serbie médiévale qui débuta en 1319. Ses armées pillèrent la Thrace pendant 40 jours en 1324 et 15 jours en 1337, faisant 300 000 captifs. Après la mort d'Öz Beg en 1341, ses successeurs abandonnèrent sa politique agressive et les contacts avec la Bulgarie cessèrent. Sa tentative de réaffirmer le contrôle mongol sur la Serbie échoua en 1330. L'empereur byzantin Andronic III aurait donné sa fille illégitime en mariage à Öz Beg, mais les relations se détériorèrent à la fin du règne d'Andronic, et les Mongols lancèrent des raids sur la Thrace entre 1320 et 1324 jusqu'à ce que le port byzantin de Vicina Macaria soit occupé par les Mongols. La fille d'Andronic, qui adopta le nom de Bayalun, réussit à s'enfuir vers l'Empire byzantin, craignant apparemment sa conversion forcée à l'islam,. Dans le sud-est du royaume de Hongrie, la Valachie et son dirigeant Basarab Ier devinrent une puissance indépendante avec le soutien d'Öz Beg après 1324.Öz Beg autorisa les marchands et marins génois , harcelés par Toqtaï, à s'installer en Crimée . Cependant, les Mongols pillèrent Soudak sous le khan Öz Beg en 1322, à la suite d'un affrontement entre chrétiens et musulmans dans la ville. Les marchands génois des autres villes ne furent pas inquiétés en 1322. Le pape lui-même intervint et demanda à Öz Beg de restaurer les églises catholiques romaines détruites en représailles, en raison de l'affrontement entre chrétiens et musulmans dans la ville. Öz Beg se montra amical envers le pape et échangea lettres et cadeaux. Le khan Öz Beg signa un nouveau traité commercial avec les Génois en 1339 et leur autorisa la reconstruction des murs de Caffa . En 1332, il autorisa les Vénitiens à établir une colonie à Tanaïs sur le Don .

### Saraï
Sous le règne d'Öz Beg, Sarai (littéralement « palais » en turc et en ouzbek, et hôtel/auberge/résidence temporaire en persan et en ourdou) devint rapidement un important centre commercial et industriel du pays plutôt qu'un simple centre politique. Elle témoignait de la mentalité mongole, suite à l'époque d'Ash et à l'absence de certaines structures à proximité.
Pour réussir à propager l'islam, il était nécessaire de construire une mosquée et d'autres « lieux raffinés » comme des bains, un élément important de la culture musulmane. Saraï attira des marchands d'Europe, d'Asie], des pays islamiques, ainsi que du Moyen-Orient. Le commerce des esclaves prospéra grâce au renforcement des liens avec le Sultanat mamelouk. Le succès des révolutions commerciales exigeait de nouveaux marchés et de nouvelles caravanes : « des lieux où les marchands trouvent leur chemin ». La croissance des richesses et l'accroissement des besoins de production ont toujours stimulé la croissance démographique. Cela ne s'est pas limité à Saraï. L'accroissement des habitations dans la région a transformé la capitale en centre d'un important gouvernement musulman, lui conférant l'aspect et le statut appropriés. Öz Beg est venu bâtir une nouvelle ville, qui a reçu le nom officiel de Saray al-Jedid ou Nouvelle Saraï.

### Relations avec les princes russes
Öz Beg soutint les premiers princes de Moscovie — son beau-frère Iouri de Moscou (ou Iouri) et son successeur Ivan Kalita (ou Ivan Daniilovich, plus tard Ivan Ier de Moscou) — contre leurs parents, les princes de Tver, plus occidentaux. Quatre de ces derniers souverains — Mikhaïl de Tver, ses fils Dimitri de Tver (ou Dmitri ; surnommé « Les Yeux Terribles ») et Alexandre de Tver (ou Alexandre) ainsi que son petit-fils Théodore (ou Fiodor) — furent tous tués à Saraï sur ordre d'Öz Beg.
En 1317, Michel III de Vladimir vainquit Youri dans un village appelé Bortenevo. Mikhaïl captura Konchaka, l'épouse de Youri, sœur du khan. Malheureusement, Konchaka mourut sous la garde de Mikhaïl ; Youri annonça au khan qu'elle avait été empoisonnée sur ordre de Mikhaïl. Lui et Youri furent convoqués à la cour de la Horde d'Or pour un procès, à l'issue duquel Mikhaïl fut décapité en novembre 1318.
Suite aux machinations de Iouri, qui incitèrent le khan à accorder le yarlik (brevet d'office pour le titre de Grand Prince de Vladimir) à Moscou et conduisirent à l'exécution de leur père par la Horde, Dmitri de Tver et son frère Alexandre livrèrent une série de batailles à Iouri et intriguent contre lui à la Horde. Ce qui aboutit à l'obtention par Dmitri du yarlik pour le trône de Grand Prince en 1322, après avoir persuadé le khan que Iouri s'était approprié une grande partie du tribut dû à la Horde. Youri fut convoqué par la Horde à Saraï pour un procès, mais, avant toute enquête officielle, il fut tué par Dimitri le 21 novembre 1325. Öz Beg attendit pour punir Dimitri et finit par arrêter le prince de Tver pour meurtre, qu'il exécuta en 1326.

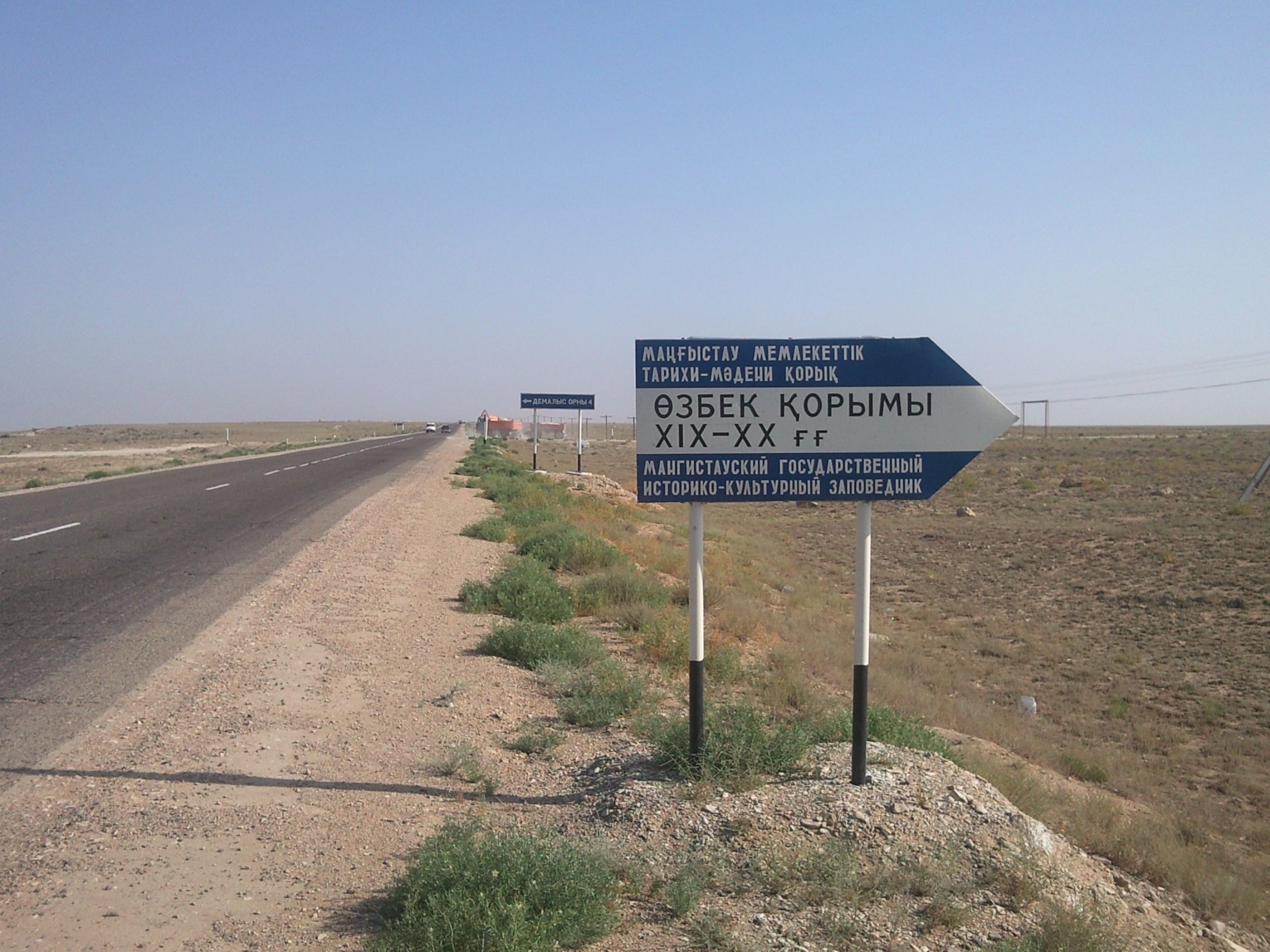
Panneau indiquant la tombe d'Öz Beg Khan à la sortie de la ville d'Aktau

Lorsque le cousin du khan, le baskak Shevkal, et ses Tatars furent tués à Tver et qu'une rébellion éclata à la mi-août 1327, Le successeur de Dimitri comme prince de Tver et grand-prince de Vladimir-Souzdal, son frère Alexandre Mikhaïlovitch, s'enfuit d'abord à Novgorod, qui le repoussa, puis à Pskov, qui en fit son prince, afin d'échapper à une expédition punitive de 50 000 Mongols-Tatars et Moscovites, menée par son cousin Ivan Kalita, frère et successeur de Iouri. Le soulèvement de Tver contre la Horde fut réprimé dans le sang par les forces moscovites et tatares en 1327. Öz Beg nomma Ivan grand-duc de Vladimir en 1332 ; ce fut le véritable début de l'ascension des Moscovites. Alexandre, après de nombreuses épreuves, dont l'exil en Suède et en Lituanie, finit par prospérer à Pskov, sous le patronage de Gediminas, grand-duc de Lituanie.
En 1335, il envoya son fils Fiodor à la Horde, avec tribut et imploration de pardon. Le khan pardonna à Alexandre et lui confia à nouveau le yarlik princier de Tver en 1337. Malheureusement, son plus grand ennemi, son cousin Ivan, monta une fois de plus le khan de la Horde contre lui par l'intrigue. Alexandre fut de nouveau convoqué à la Horde et exécuté par le khan Öz Beg ; Tver fut alors pillée et de nombreux citoyens massacrés.
Öz Beg accueillit les fils d'Ivan et fit de Siméon de Moscou Grand Prince (duc) en 1340. Le khan accorda à Siméon davantage de pouvoirs pour contrer la puissance croissante de la Lituanie. Öz Beg lança également des expéditions militaires en Lituanie, car il était clair que cela menaçait la domination mongole en Russie.

### Relations avec les princes ruthènes
Après que l'armée d'Öz Beg eut tué Léon II et son frère André (co-rois de Galice-Volhynie, et dernier de la dynastie Rurikide) en 1323, le duché de Lituanie et le  Royaume de Pologne prirent contrôle de la Galicie-Volhynie. Les Lituaniens ont vaincu les boyards du Rus' et ont occupé Kiev et ses environs. En 1337, l'armée conjointe russe et de la Horde pénètre à Lublin. À la demande du noble galicien Dmytro Dedko, le khan envoya 40 000 cavaliers contre le roi Casimir III, qui était divisé dans la Vistule.

## Famille

### Épouses et descendance
On lui connait sept épouses et concubine donc il eut neuf enfants :
- Bulughan Khatun (c. 1312) — veuve de Toghrilcha et de Toqtaï;
- Bayalun Khatun l'ainée (décédé en 1323);
  -  ? Timur Beg, (décédé en 1330), 1er fils;
  - İt Küchüjük (v.1315 - ?), 1re fille — épouse de l'amir-e ulus (Emir de l'état) Isa Beg;
  - Ne, (v.1320 - ?), 2e fille, épouse de l'Emir Ali Arzak;
- Taydula Khatun (décédé en 1360) — née Chrétienne?;
  - Tinibeg, 2e fils;
  - Djanibeg, 3e fils;
  -  ? Ne, 3e fille, épouse d'Harun Beg, fils de l'Emir Qutlu Temür;
- Kebek Khatun — fille de l'Emir Nanghiday,
- Bayalun Khatun la jeune — (probablement illégitime) fille d'Andronikos III Palaiologos;
- Orduja Khatun — fille de l'amir-e ulus (Emir de l'état) Isa Beg;
- Sheritumgha Khatun;
  -  ? Khiḍr Beg, (décédé en 1342), 4e fils[13] ;
  -  ? Tulun Beg, 5e fils;
  -  ? Iran Beg, 6e fils, père de Kildi Beg[14] ;

## Personnalité

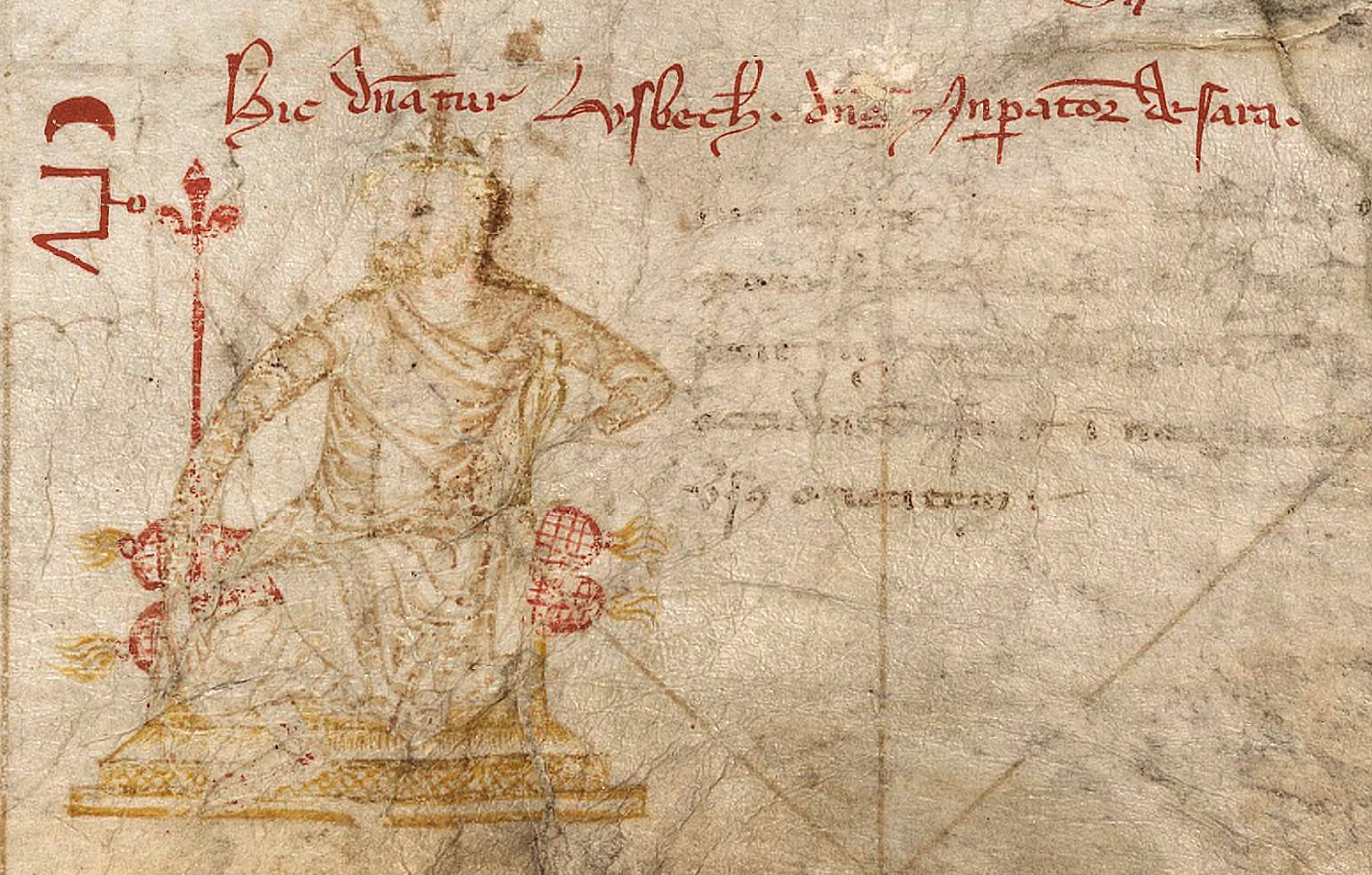
Özbeg Khan sur la Carta Pisana. Légende : « Hic dominatur Usbech, dominus imperator de Sara », « Ici règne Özbeg, l'empereur de Saraï ».

De nombreux auteurs arabes et perses des XIVe et XVe siècles ont décrit Öz Beg Khan comme un homme d'État compétent, généreux et attentionné. Ibn Battuta, par exemple, qui fut reçu en audience personnelle par lui en 1333, fit l'éloge du Khan et écrivit : « Il est l'un de ces sept rois qui sont les plus grands et les plus puissants du monde.» L'historien al-Mufaddal le décrivit comme un jeune homme de belle apparence, d'un excellent caractère, un bon musulman, courageux et énergique. Le géographe et historien Al-Ayni écrivit : « C'était un homme courageux et brave, religieux et pieux, qui vénérait les juristes, aimait les scientifiques, les écoutait, leur faisait confiance, était miséricordieux envers eux, rendait visite aux cheikhs et leur faisait du bien. »
Al-Birzali, par exemple, écrit : « À la mort de ce roi Tokhta, Öz Beg Khan, un homme d’une trentaine d’années, régna après lui. Il professait l’islam et se distinguait par son intelligence, sa beauté et sa silhouette.» Il écrit également : « Un jeune homme de belle apparence, de bon caractère, un excellent musulman et un homme courageux. » L'historien turkmène Al-Dhahabi parle de lui de la même manière : « ... un héros courageux, beau d'apparence, un musulman, qui a détruit de nombreux émirs et sorciers. » Même l'historien persan Wassaf, que l'on pense hostile à Öz Beg Khan, a fait l'éloge de lui : « Le pieux prince Öz Beg… possède une foi divine et une splendeur royale. »
Le nom « Öz Beg » était d'origine turque et était mentionné au Moyen-Orient avant même les campagnes de Gengis Khan. Français Ce nom se trouve dans le « Livre de l'Édification » d'Oussama ibn Munqidh qui décrit les événements qui ont eu lieu en Iran sous les Seldjoukides. L'auteur note que l'un des généraux de l'armée du souverain de Hamadan, Bursuq, en 1115-1116, était l'« émir des troupes » – Öz Beg – le souverain de Mossoul. Selon Rashid al-Din, le dernier représentant de la dynastie turque Ildegizid, qui régna à Tabriz, s'appelait Öz Beg Muzaffar (1210–1225).